# Desejo
Desejos são estados mentais expressos por termos como "querer", "almejar" ou "apetecer". Uma grande variedade de características é comumente associada a desejos. São vistos como atitudes proposicionais em relação a estados de coisas concebíveis. Visam mudar o mundo representando como o mundo deveria ser, ao contrário das crenças, que visam representar como o mundo realmente é. Os desejos estão intimamente ligados à agência: motivam o agente a realizá-los. Para que isso seja possível, um desejo deve ser combinado com uma crença sobre qual ação o realizaria. Desejos apresentam seus objetos sob uma luz favorável, como algo que parece ser bom. Sua realização é normalmente experimentada como prazerosa, em contraste com a experiência negativa de não o conseguir. Os desejos conscientes são geralmente acompanhados por alguma forma de resposta emocional. Embora muitos pesquisadores concordem grosso modo sobre essas características gerais, há uma discordância significativa sobre como definir desejos, ou seja, quais dessas características são essenciais e quais são meramente acidentais. As teorias baseadas na ação definem desejos como estruturas que nos inclinam para ações. As teorias baseadas no prazer focalizam a tendência dos desejos de causar prazer quando realizados. As teorias baseadas em valor identificam desejos com atitudes em relação a valores, como julgar ou ter a aparência de que algo é bom.
Desejos podem ser agrupados em vários tipos de acordo com algumas distinções básicas. Os desejos intrínsecos dizem respeito ao que o sujeito quer para seu próprio bem, enquanto os desejos instrumentais referem-se ao que o sujeito quer para o bem de outra coisa. Os desejos ocorrentes são conscientes ou causalmente ativos, em contraste com os desejos parados, que existem em algum lugar no fundo da mente. Os desejos proposicionais são dirigidos a possíveis estados de coisas, enquanto os desejos objetais são diretamente sobre objetos. Vários autores distinguem entre desejos superiores associados a objetivos espirituais ou religiosos e desejos inferiores, que se preocupam com prazeres corporais ou sensoriais. Desejos desempenham um papel em muitos campos diferentes. Há desacordo se os desejos devem ser entendidos como razões práticas ou se podemos ter razões práticas sem ter o desejo de segui-los. De acordo com as teorias do valor de atitude adequada, um objeto é valioso se é adequado desejá-lo ou se devemos desejá-lo. As teorias do bem-estar baseadas na satisfação do desejo afirmam que o bem-estar de uma pessoa é determinado por se os desejos dessa pessoa estão satisfeitos.

## Teorias do desejo
As teorias do desejo visam definir os desejos em termos de suas características essenciais. Uma grande variedade de características é atribuída aos desejos, como que são atitudes proposicionais, que levam a ações, que sua realização tende a trazer prazer, etc. Através das diferentes teorias do desejo há um amplo acordo sobre quais são essas características. Sua discordância diz respeito a quais dessas características pertencem à essência dos desejos e quais são meramente acidentais ou contingentes. Tradicionalmente, as duas teorias mais importantes definem desejos em termos de disposições para causar ações ou em relação à sua tendência a produzir prazer ao serem cumpridos. Uma alternativa importante de origem mais recente sustenta que desejar algo significa ver o objeto do desejo como valioso.

### Características gerais
Uma grande variedade de características é atribuída aos desejos. São geralmente vistos como atitudes em relação a estados de coisas concebíveis, frequentemente chamados de atitudes proposicionais. Diferem das crenças, que também são comumente vistas como atitudes proposicionais, por sua direção de ajuste (direction of fit). Tanto as crenças quanto os desejos são representações do mundo. Mas enquanto as crenças visam a verdade, ou seja, representar como o mundo realmente é, os desejos visam mudar o mundo, representando como o mundo deveria ser. Estes dois modos de representação têm sido denominados direção de ajuste mente-a-mundo e mundo-a-mente (mind-to-world and world-to-mind direction of fit), respectivamente. Os desejos podem ser positivos, no sentido de que o sujeito quer que um estado desejável seja o caso, ou negativos, no sentido de que o sujeito quer que um estado indesejável não seja o caso. Em geral, considera-se que os desejos vêm em forças variadas: algumas coisas são desejadas mais fortemente do que outras. Desejamos coisas em relação a algumas características que eles têm, mas geralmente não em relação a todas as suas características.
Os desejos também estão intimamente relacionados com a agência: normalmente tentamos realizar nossos desejos quando agimos. Geralmente se sustenta que os desejos por si só não são suficientes para ações: têm que ser combinados com crenças. O desejo de possuir um novo celular, por exemplo, só pode resultar na ação de encomendar um online se associado à crença de que encomendá-lo contribuiria para o cumprimento do desejo. O cumprimento dos desejos é normalmente experimentado como prazeroso, em contraste com a experiência negativa de não consegui-los. Mas independentemente de se o desejo é realizado ou não, há um sentido em que o desejo apresenta seu objeto sob uma luz favorável, como algo que parece ser bom. Além de causar ações e prazeres, os desejos também têm vários efeitos na vida mental. Um desses efeitos é mover frequentemente a atenção do sujeito para o objeto de desejo, especificamente para seus aspectos positivos. Outro efeito de interesse especial para a psicologia é a tendência dos desejos de promover a aprendizagem baseada em recompensas, por exemplo, na forma de condicionamento operante.

### Teorias baseadas na ação
As teorias baseadas na ação (action-based theories) foram tradicionalmente dominantes. Podem assumir formas diferentes, mas todas têm em comum que definem os desejos como estruturas que nos inclinam para ações. Isto é especialmente relevante ao atribuir desejos, não de uma perspectiva de primeira pessoa, mas de uma perspectiva de terceira pessoa. Teorias baseadas na ação geralmente incluem alguma referência a crenças em sua definição, por exemplo, que "desejar que P é estar disposto a realizar P, assumindo que as próprias crenças são verdadeiras". Apesar da sua popularidade e sua utilidade para investigações empíricas, as teorias baseadas na ação enfrentam várias críticas. Essas críticas podem ser divididas, grosso modo, em dois grupos. Por um lado, há inclinações a agir que não são baseadas em desejos. As crenças avaliativas sobre o que devemos fazer, por exemplo, nos inclinam a fazê-lo, mesmo que não queiramos fazê-lo. Há também transtornos mentais que têm um efeito semelhante, como os tiques associados à síndrome de Tourette. Por outro lado, há desejos que não nos inclinam para a ação. Isso inclui desejos por coisas que não podemos mudar, por exemplo, o desejo de um matemático de que o número Pi seja um número racional. Em alguns casos extremos, tais desejos podem ser muito comuns, por exemplo, uma pessoa totalmente paralisada pode ter todos os tipos de desejos regulares, mas não tem nenhuma disposição para agir devido à paralisia.

### Teorias baseadas no prazer
É uma característica importante dos desejos que sua realização é prazerosa. Teorias baseadas no prazer utilizam essa característica como parte de sua definição de desejos. De acordo com uma versão, "desejar p é... estar disposto a sentir prazer ao parecer que p e desprazer ao parecer que não-p". As teorias hedônicas evitam muitos dos problemas enfrentados pelas teorias baseadas na ação: permitem que outras coisas além dos desejos nos inclinem às ações e não têm problemas para explicar como uma pessoa paralisada ainda pode ter desejos. Mas também vêm com novos problemas próprios. Um deles é que geralmente se assume que há uma relação causal entre desejos e prazer: a satisfação dos desejos é vista como a causa do prazer resultante. Mas isso só é possível se causa e efeito são duas coisas distintas, não se são idênticas. Além disso, também pode haver desejos maus ou enganosos cuja realização não traz o prazer que originalmente pareciam prometer.

### Teorias baseadas no valor
As teorias baseadas no valor são de origem mais recente do que as teorias baseadas na ação e as teorias hedônicas. Identificam desejos com atitudes em relação aos valores. As versões cognitivistas, às vezes chamadas de teses de desejo como crença (desire-as-belief theses), equiparam desejos com crenças de que algo é bom, categorizando assim os desejos como um tipo de crença. Mas tais versões enfrentam a dificuldade de explicar como podemos ter crenças sobre o que devemos fazer, apesar de não querermos fazê-lo. Uma abordagem mais promissora identifica desejos não com crenças de valor, mas com aparências de valor. Nesta visão, desejar tomar mais uma bebida é o mesmo que parecer bom para o sujeito tomar mais uma bebida. Mas tal aparência é compatível com o sujeito ter a crença oposta de que tomar mais uma bebida seria uma má ideia. Uma teoria intimamente relacionada é devida a T. M. Scanlon, que sustenta que os desejos são julgamentos do que temos razões para fazer. Os críticos apontaram que as teorias baseadas no valor têm dificuldades em explicar de que maneira animais, como gatos ou cães, podem ter desejos, já que é questionável se eles podem representar as coisas como boas no sentido relevante.

### Outros
Uma grande variedade de outras teorias do desejo foram propostas. As teorias baseadas na atenção tomam a tendência da atenção de retornar continuamente ao objeto desejado como a característica definidora dos desejos. As teorias baseadas na aprendizagem definem desejos em termos de sua tendência para promover a aprendizagem baseada na recompensa, por exemplo, na forma de condicionamento operante. As teorias funcionalistas definem desejos em termos dos papéis causais desempenhados por estados internos, enquanto as teorias interpretacionistas atribuem desejos a pessoas ou animais com base no que melhor explicaria seu comportamento. As teorias holísticas combinam várias das características acima mencionadas em sua definição de desejos.
Tradicionalmente, o desejo pressupõe carência. Um ser que não carecesse de nada não desejaria nada, seria um ser perfeito, um deus. Por isso, Platão e os filósofos cristãos tomam o desejo como uma característica de seres finitos e imperfeitos.Tradicionalmente, os filósofos viram o Bem como o objeto do desejo. Atualmente, isso é questionado.

O desejo não é sempre ou talvez nem mesmo frequentemente do Bem ou do Racional, como os filósofos têm frequentemente compreendido essas noções.

## Tipos
Os desejos podem ser agrupados em vários tipos, de acordo com algumas distinções básicas. Algo é desejado intrinsecamente, se o sujeito o desejar por si mesmo. Caso contrário, o desejo é instrumental ou extrínseco. Os desejos ocorrentes são causalmente ativos, enquanto os desejos parados existem em algum lugar no fundo da mente. Os desejos proposicionais são dirigidos a possíveis estados de coisas, em contraste com os desejos objetais, que são diretamente sobre objetos.

### Intrínseco e instrumental
A distinção entre desejos intrínsecos e instrumentais ou extrínsecos é central para muitas questões relacionadas aos desejos. Algo é desejado intrinsecamente se o sujeito o deseja por si mesmo. O prazer é um objeto comum dos desejos intrínsecos. Segundo o hedonismo psicológico, é a única coisa desejada intrinsecamente. Os desejos intrínsecos têm um estado especial, já que não dependem de outros desejos. Eles contrastam com os desejos instrumentais, nos quais algo é desejado por outra coisa. Por exemplo, Haruto gosta de filmes, por isso tem um desejo intrínseco de assisti-los. Mas, para assisti-los, ele tem que entrar em seu carro, navegar pelo trânsito até o cinema próximo, esperar na fila, pagar a passagem, etc. Ele deseja fazer todas essas coisas também, mas apenas de uma maneira instrumental. Ele não faria todas estas coisas se não fosse por seu desejo intrínseco de assistir ao filme. É possível desejar a mesma coisa tanto intrinsecamente quanto instrumentalmente ao mesmo tempo. Portanto, se Haruto fosse um entusiasta da condução, ele poderia ter tanto um desejo intrínseco quanto um desejo instrumental de conduzir até ao cinema. Os desejos instrumentais geralmente tratam de meios causais para produzir o objeto de outro desejo. Conduzir até ao cinema, por exemplo, é um dos requisitos causais para assistir ao filme lá. Mas também há meios constitutivos além de meios causais. Os meios constitutivos não são causas, mas formas de fazer algo. Assistir ao filme sentado no assento 13F, por exemplo, é uma forma de assistir ao filme, mas não uma causa antecedente. Os desejos correspondentes a meios constitutivos são às vezes denominados "desejos realizadores" (realizer desires).

### Ocorrente e parado
Os desejos ocorrentes são desejos que estão atualmente ativos. São conscientes ou, pelo menos, têm efeitos inconscientes, por exemplo, no raciocínio ou comportamento do sujeito. Desejos em que nos envolvemos e tentamos realizar são ocorrentes. Mas temos muitos desejos que não são relevantes para nossa situação atual e não nos influenciam atualmente. Tais desejos são chamados de parados ou disposicionais (standing or dispositional). Existem em algum lugar no fundo de nossas mentes e são diferentes de não desejar em absoluto, apesar de não ter efeitos causais no momento. Se Dhanvi está ocupada convencendo sua amiga a fazer caminhadas neste fim de semana, por exemplo, então seu desejo de fazer caminhadas é ocorrente. Mas muitos de seus outros desejos, como vender seu carro velho ou falar com seu chefe sobre uma promoção, estão apenas parados durante esta conversa. Os desejos parados continuam a fazer parte da mente, mesmo quando a pessoa está dormindo profundamente. Foi questionado se os desejos parados devem ser considerados desejos em um sentido estrito. Uma motivação para levantar essa dúvida é que desejos são atitudes em relação a conteúdos, mas uma disposição para ter uma certa atitude não é automaticamente uma atitude em si mesma. Desejos podem ser ocorrentes mesmo que não influenciem nosso comportamento. Este é o caso, por exemplo, se o agente tem um desejo consciente de fazer algo, mas resiste com sucesso. Esse desejo é ocorrente porque desempenha algum papel na vida mental do agente, mesmo que não guie a ação.

### Proposicionais e objetais
A visão dominante é que todos os desejos devem ser entendidos como atitudes proposicionais. Mas uma visão contrastante permite que pelo menos alguns desejos sejam dirigidos não a proposições ou possíveis estados de coisas, mas diretamente a objetos. Esta diferença também se reflete em um nível linguístico. Os desejos objetais podem ser expressos através de um objeto direto, por exemplo, Louis deseja uma omelete. Os desejos proposicionais, por outro lado, são geralmente expressos através de uma frase usando "que", por exemplo, Arielle deseja que tenha uma omelete para o café da manhã.  As teorias proposicionalistas sustentam que as expressões do objeto direto são apenas uma forma curta para as expressões com "que", enquanto os teóricos do desejos objetais afirmam que correspondem a uma forma diferente de desejo. Um argumento a favor da última posição é que falar de desejos objetais é muito comum e natural na linguagem cotidiana. Mas uma objeção importante a esta visão é que os desejos objetais carecem das condições de satisfação necessárias para os desejos. As condições de satisfação determinam em quais situações um desejo é satisfeito. O desejo de Arielle é satisfeito se a frase usando "que" expressando seu desejo é realizada, ou seja, se ela está comendo uma omelete para o café da manhã. Mas o desejo de Louis não é satisfeito pela mera existência de omeletes, nem pelo fato de que ele entrar em posse de um omelete em algum momento indeterminado de sua vida. Assim, parece que, quando pressionados pelos detalhes, os teóricos dos desejos objetais têm que recorrer a expressões proposicionais para articular o que esses desejos implicam exatamente. Isto ameaça colapsar os desejos objetais em desejos proposicionais.

### Superior e inferior
Na religião e na filosofia, às vezes é feita uma distinção entre desejos superiores e inferiores. Os desejos superiores são comumente associados a objetivos espirituais ou religiosos, em contraste com os desejos inferiores, às vezes chamados de paixões, que se referem aos prazeres corporais ou sensoriais. Essa diferença está intimamente relacionada com a distinção de John Stuart Mill entre os prazeres superiores da mente e os prazeres inferiores do corpo. Em algumas religiões, todos os desejos são rejeitados inteiramente como uma influência negativa em nosso bem-estar. A segunda Nobre Verdade do budismo, por exemplo, afirma que desejar é a causa de todo sofrimento. Uma doutrina relacionada também é encontrada na tradição hindu de karma yoga, que recomenda que atuemos sem desejar os frutos de nossas ações, conhecido como "Nishkam Karma". Mas outras correntes do hinduísmo distinguem explicitamente os desejos inferiores ou maus por coisas mundanas dos desejos superiores ou bons por a proximidade ou unidade com Deus. Essa distinção é encontrada, por exemplo, no Bhagavad Gita ou na tradição de bhakti yoga. Uma linha de pensamento semelhante está presente nos ensinamentos do cristianismo. Na doutrina dos sete pecados capitais, por exemplo, vários vícios são listados, que são definidos como versões perversas ou corruptas do amor. A referência explícita às más formas de desejo é encontrada, por exemplo, nos pecados de luxúria, gula e avareza. Os sete pecados são contrastados com as sete virtudes, que incluem as correspondentes contrapartes positivas. Um desejo por Deus é explicitamente encorajado em várias doutrinas. Os existencialistas às vezes distinguem entre desejos autênticos e inautênticos. Os desejos autênticos expressam que o agente realmente quer da parte mais profunda de seu ser. Um agente quer algo inautenticamente, por outro lado, se o agente não está totalmente identificado com esse desejo, apesar de tê-lo.

## Papéis do desejo
O desejo é um conceito bastante fundamental. Como tal, é relevante para muitos campos diferentes. Várias definições e teorias de outros conceitos são expressas em termos de desejos. As ações dependem dos desejos e a louvabilidade moral (moral praiseworthiness) às vezes é definida em termos de ser motivada pelo desejo correto. Uma abordagem contemporânea popular define o valor como aquilo que é adequado ao desejo. As teorias do bem-estar baseadas na satisfação do desejo (desire-satisfaction theories of well-being) afirmam que o bem-estar de uma pessoa é determinado por se os desejos dessa pessoa estão satisfeitos. Foi sugerido que preferir uma coisa a outra é apenas ter um desejo mais forte pela primeira coisa. Uma teoria influente da personalidade sustenta que apenas entidades com desejos de ordem superior podem ser pessoas.

### Ação, razões práticas e moralidade
Os desejos desempenham um papel central nas ações como o que os motiva. Geralmente se sustenta que um desejo por si só não é suficiente: tem que ser combinado com a crença de que a ação em questão contribuiria para a realização do desejo. A noção de razões práticas está intimamente relacionada com a motivação e o desejo. Alguns filósofos, muitas vezes de tradição humeana, simplesmente identificam os desejos de um agente com as razões práticas que ele tem. Uma visão intimamente relacionada sustenta que os desejos não são razões si mesmos, mas apresentam razões ao agente. Uma força dessas posições é que elas podem dar uma explicação direta de como as razões práticas podem agir como motivação. Mas uma objeção importante é que podemos ter razões para fazer coisas sem o desejo de fazê-las. Isto é especialmente relevante no campo da moralidade. Peter Singer, por exemplo, sugere que a maioria das pessoas que vivem em países desenvolvidos tem a obrigação moral de doar uma parte significativa de sua renda a instituições de caridade. Tal obrigação constituiria uma razão prática para agir de acordo, mesmo para as pessoas que não sentem nenhum desejo de fazê-lo.
Uma questão intimamente relacionada na moralidade pergunta não quais razões temos, mas por quais razões agimos. Esta ideia remonta a Immanuel Kant, que sustenta que fazer o correto não é suficiente do ponto de vista moral. Em vez disso, temos que fazer o correto pela razão correta. Ele se refere a esta distinção como a diferença entre legalidade (Legalität), ou seja, agir de acordo com as normas externas, e moralidade (Moralität), ou seja, ser motivado pela atitude interna correta. Nesta perspectiva, doar uma parte significativa da renda a instituições de caridade não é uma ação moral se o desejo motivador é melhorar a própria reputação ao convencer outras pessoas da própria riqueza e generosidade. Em vez disso, de uma perspectiva kantiana, deve ser realizado pelo desejo de cumprir seu dever. Estas questões são frequentemente discutidas na filosofia contemporânea sob os termos de louvabilidade e culpabilidade moral (moral praiseworthiness and blameworthiness). Uma posição importante neste campo é que a louvabilidade de uma ação depende do desejo que motiva essa ação.

### Valor e bem-estar
É comum na axiologia definir o valor em relação ao desejo. Tais abordagens enquadram-se na categoria de teorias da atitude adequada (fitting-attitude theories). Segundo eles, um objeto é valioso se é adequado desejar este objeto ou se devemos desejá-lo. Isso às vezes é expresso dizendo que o objeto é desejável, apropriadamente desejado ou digno de desejo. Dois aspectos importantes deste tipo de posição são que ele reduz os valores a noções deônticas, ou o que devemos sentir, e que torna os valores dependentes das respostas e atitudes humanas. Apesar de sua popularidade, as teorias do valor de atitude adequada enfrentam várias objeções teóricas. Um problema frequentemente citado é o problema das razões do tipo errado (wrong kind of reason problem), que se baseia na consideração de que fatos independentes do valor de um objeto podem afetar se esse objeto deve ser desejado. Em um experimento mental, um demônio maligno ameaça o agente com matar sua família, a menos que ele deseje o demônio. Em tal situação, é apropriado para o agente desejar o demônio para salvar sua família, apesar do fato de que o demônio não possui valor positivo.
O bem-estar é geralmente considerado um tipo especial de valor: o bem-estar de uma pessoa é o que, em última instância, é bom para essa pessoa. As teorias da satisfação do desejo estão entre as principais teorias do bem-estar. Afirmam que o bem-estar de uma pessoa é determinado pela satisfação dos seus desejos: quanto maior o número de desejos satisfeitos, maior o bem-estar. Um problema para algumas versões da teoria do desejo é que nem todos os desejos são bons: alguns desejos podem até ter consequências terríveis para o agente. Os teóricos do desejo tentaram evitar essa objeção sustentando que o que importa não são os desejos reais, mas os desejos que o agente teria se estivesse completamente informado.

### Preferências
Desejos e preferências são duas noções intimamente relacionadas: ambos são estados conativos que determinam nosso comportamento. A diferença entre os dois é que os desejos são dirigidos a um objeto, enquanto as preferências dizem respeito a uma comparação entre duas alternativas, das quais uma é preferida em relação à outra. O foco nas preferências em vez dos desejos é muito comum no campo da teoria da decisão. Argumentou-se que o desejo é a noção mais fundamental e que as preferências devem ser definidas em termos de desejos. Para que isso funcione, o desejo tem que ser entendido como envolvendo um grau ou uma intensidade. Dada esta suposição, uma preferência pode ser definida como uma comparação de dois desejos. Que Nadia prefere o chá ao café, por exemplo, significa apenas que seu desejo por chá é mais forte do que seu desejo por café. Um argumento para esta abordagem é devido a considerações de parcimônia: um grande número de preferências pode ser derivado de um número muito pequeno de desejos. Uma objeção a esta teoria é que nosso acesso introspectivo é muito mais imediato em casos de preferências do que em casos de desejos. Portanto, geralmente é muito mais fácil saber qual de duas opções preferimos do que saber o grau com que desejamos um determinado objeto. Esta consideração foi usada para sugerir que talvez a preferência, e não o desejo, seja a noção mais fundamental.

### Pessoas, personalidade e desejos de ordem superior
Personalidade é o que as pessoas têm. Há várias teorias sobre o que constitui a personalidade. A maioria concorda que ser uma pessoa tem a ver com ter certas habilidades mentais e está ligado a ter um certo estado moral e legal. Uma teoria influente de pessoas é devida a Harry Frankfurt. Ele define as pessoas em termos de desejos de ordem superior. Muitos dos desejos que temos, como o desejo de comer um sorvete ou de tirar férias, são desejos de primeira ordem. Os desejos de ordem superior, por outro lado, são desejos sobre outros desejos. Eles são mais proeminentes nos casos em que uma pessoa tem um desejo que não quer ter. Um viciado em recuperação, por exemplo, pode ter tanto um desejo de primeira ordem de usar drogas quanto um desejo de segunda ordem de não seguir esse desejo de primeira ordem. Ou um asceta religioso pode ainda ter desejos sexuais e, ao mesmo tempo, querer estar livre desses desejos. Segundo Frankfurt, ter volições de segunda ordem, ou seja, desejos de segunda ordem sobre quais desejos de primeira ordem são seguidos, é a marca da personalidade. É uma forma de se interessar por si mesmo, de se preocupar com quem é e com o que faz. Nem todas as entidades com uma mente têm volições de ordem superior. Frankfurt as denomina de "wantons" em contraste com "pessoas". Na sua opinião, os animais e talvez também alguns seres humanos são wantons.

## Formação e falecimento de desejos
Tanto a psicologia quanto a filosofia estão interessadas em saber de onde vêm os desejos ou como eles se formam. Uma distinção importante para esta investigação é entre os desejos intrínsecos, ou seja, o que o sujeito quer por si mesmo, e os desejos instrumentais, ou seja, o que o sujeito quer por outra coisa. Os desejos instrumentais dependem de outros desejos para sua formação e existência. Por exemplo, Aisha tem o desejo de encontrar uma estação de carregamento no aeroporto. Este desejo é instrumental porque se baseia em outro desejo: evitar que seu celular morra. Sem o último desejo, o primeiro não teria surgido. Como um requisito adicional, uma crença ou julgamento possivelmente inconsciente é necessário, no sentido de que o cumprimento do desejo instrumental contribuiria de alguma forma para o cumprimento do desejo em que se baseia. Os desejos instrumentais geralmente falecem depois que os desejos nos quais eles se baseiam deixam de existir. Mas são possíveis casos defeituosos nos quais, muitas vezes devido à distração, o desejo instrumental permanece. Tais casos às vezes são chamados de "inércia motivacional". Algo assim pode ser o caso quando o agente se encontra com o desejo de ir à cozinha, apenas para se dar conta ao chegar de que não sabe o que quer lá.
Os desejos intrínsecos, por outro lado, não dependem de outros desejos. Alguns autores sustentam que todos ou pelo menos alguns desejos intrínsecos são inatos, por exemplo, desejos de prazer ou de nutrição. Mas outros autores sugerem que mesmo esses desejos relativamente básicos podem depender em certa medida da experiência: antes de podermos desejar um objeto prazeroso, temos que aprender, por exemplo, através de uma experiência hedônica deste objeto, que é prazeroso. Mas também é concebível que a razão por si mesma gere desejos intrínsecos. Neste ponto de vista, o raciocínio à conclusão de que seria racional ter um certo desejo intrínseco faz com que o sujeito tenha esse desejo. Também foi proposto que os desejos instrumentais podem ser transformados em desejos intrínsecos sob as condições certas. Isto poderia ser possível através de processos de aprendizagem baseada em recompensas. A ideia é que tudo o que prediz de forma confiável a realização de desejos intrínsecos pode se tornar o objeto de um desejo intrínseco. Assim, um bebé pode inicialmente desejar apenas instrumentalmente sua mãe por causa do calor, dos abraços e do leite que ela fornece. Mas com o tempo, esse desejo instrumental pode se tornar um desejo intrínseco.
A tese da morte do desejo (death-of-desire thesis) sustenta que os desejos não podem continuar a existir uma vez que seu objeto é realizado. Isso significaria que um agente não pode desejar ter algo se acreditar que já o tem. Uma objeção à tese da morte do desejo vem do fato de que nossas preferências geralmente não mudam com a satisfação do desejo. Então, se Samuel prefere usar roupas secas em vez de roupas molhadas, ele continuaria a manter essa preferência mesmo depois de ter chegado em casa de um dia chuvoso e ter trocado de roupa. Isso indicaria, contra a tese da morte do desejo, que não ocorre nenhuma mudança no nível dos estados conativos do agente.

## Ética
O desejo foi tema importante da ética. Por exemplo, nas escolas do estoicismo, epicurismo e budismo.

### Epicurismo
Para os epicuristas, a felicidade e mesmo a riqueza estão em desejar ou querer apenas aquilo que já se tem.
| Desejos naturais             | Desejos naturais                         | Desejos naturais             | Desejos naturais                          | Desejos frívolos         | Desejos frívolos                      |
| Necessários                  | Necessários                              | Necessários                  | Simplesmente naturais                     | Artificiais              | Irrealizáveis                         |
| Para a felicidade (ataraxia) | Para a tranquilidade do corpo (proteção) | Para a vida (nutrição, sono) | Variações de prazeres, busca do agradável | Exemplo: riqueza, glória | Exemplo: desejo de voar como pássaros |
| ---------------------------- | ---------------------------------------- | ---------------------------- | ----------------------------------------- | ------------------------ | ------------------------------------- |

### Budismo
Na doutrina budista, o desejo (em páli, tanha), entendido como a busca pela satisfação individual, é considerado a causa do sofrimento humano.